# Noi vogliam Dio, Vergine Maria
"Noi vogliam Dio, Vergin Maria" là một bài thánh ca Maria trong truyền thống dân gian Ý. Đây là bản dịch của bài thánh ca tiếng Pháp "Nous voulons Dieu", do François-Xavier Moreau, cha xứ Sorigny, viết và sáng tác cho chuyến hành hương đến Lộ Đức vào ngày 11 tháng 9 năm 1882. Nhạc và lời đã được xuất bản thành một tập sách, ấn bản thứ tư được phát hành vào năm 1885.
Ngày nay, bài hát vẫn được sử dụng đặc biệt trong các đám rước.

## Lời
Noi vogliam Dio, Vergin Maria,
benigna ascolta il nostro dir,
noi t’invochiamo, o Madre pia,
dei figli tuoi compi il desir.
Chorus: Deh benedici, o Madre, al grido della fe’,
noi vogliam Dio, ch’è nostro Padre,
noi vogliam Dio, ch’è nostro Re.
noi vogliam Dio, ch’è nostro Padre,
noi vogliam Dio, ch’è nostro Re.
Noi vogliam Dio nelle famiglie
dei nostri cari in mezzo al cor;
sian puri i figli, caste le figlie,
tutti c’infiammi di Dio l’amor.
Noi vogliam Dio in ogni scuola
perché la cara gioventù
la legge apprenda e la parola
della sapienza di Gesù.
Chorus: Deh benedici, o Madre...’,
Noi vogliam Dio nell’officina
perché sia santo anche il lavor;
a Lui dal campo la fronte china
alzi fidente l’agricoltor.
Chorus: Deh benedici, o Madre...’,
Noi vogliam Dio nella coscienza
di chi l’Italia governerà!
Così la patria riavrà potenza
e a nuova vita risorgerà.
Chorus: Deh benedici, o Madre...’,
Noi vogliam Dio, dell’alma è il grido,
che a piè leviamo del santo altar.
Grido d’amore ardente e fido,
per tua man possa al ciel volar.
Chorus: Deh benedici, o Madre...’,
Noi vogliam Dio, l’inique genti
contro di lui si sollevar.
E negli eccessi loro furenti
osaron stolti Iddio sfidar.
Chorus: Deh benedici, o Madre...’,
Noi vogliam Dio, Dio nella scuola,
vogliam che in essa la gioventù
studi la santa di lui la Parola,
miri l’ immagine del buon Gesù.
Chorus: Deh benedici, o Madre...’,
Noi vogliam Dio, nel giudicare
a Dio s’ispiri il tribunal.
Dio nelle nozze innanzi all’altare,
Dio del morente al capezzal.
Chorus: Deh benedici, o Madre...’,
Noi vogliam Dio, perché al soldato
coraggio infonda nel guerreggiar,
sì che a difesa del suo amato
d’ Italia sappia da eroe pugnar.
Chorus: Deh benedici, o Madre...’,
Noi vogliam Dio, quest’ almo grido
echeggi ovunque in terra e in mar,
suoni solenne in ogni lido,
dove s’ innalza di Dio l’ altar.
Chorus: Deh benedici, o Madre...’,
Noi vogliam Dio, le inique genti
rigettan stolte il suo regnar,
ma noi un patto stringiam fidenti,
ne fia chi osi più Iddio sfidar.
Chorus: Deh benedici, o Madre...’,
Noi vogliam Dio, nei tribunali
egli presieda al giudicar.
Noi lo vogliamo negli sponsali,
nostro conforto allo spirar.
Chorus: Deh benedici, o Madre...’,